# Kaiserin-Auguste-Viktoria-Schule (Stettin)
Das Gebäude der Stettiner Kaiserin-Auguste-Viktoria-Schule bildete den Hauptsitz dieser Mädchenschule und befand sich an der Elisabethstraße 27 (heute ulica Kaszubska) Ecke Johannisstraße (heute ulica Stoisława), in der Neustadt (gegenwärtig Nowe Miasto genannt, im Stadtbezirk Śródmieście). Es wurde während der alliierten Bombenangriffe in Trümmer gelegt und nicht wiederaufgebaut. 

## Architektur
Das Schulgebäude war ein vierstöckiger Bau im neugotischen Stil. Die Fassade auf der Seite der Elisabethstraße  zeichnete sich durch einen reich verzierten Risalit aus, an dessen Ecken polygonale Türme mit hoch aufragenden zweiteiligen Kuppeln standen. Dieses Gebäude wurde wegen der Farbe seiner Mauerziegelfassade „Rotes Haus“ genannt.

## Geschichte
Das Bauwerk in der Elisabethstraße 27 wurde 1894 für die Kaiserin-Auguste-Viktoria-Grundschule errichtet, die am 8. April 1814 als Erziehungs- und Pensions-Anstalt für Töchter eingeweiht wurde (es war die älteste Mädchenschule der Stadt). Sie befand sich ursprünglich in der Großen Domstraße 20 (ulica Farna, das Gebäude ist nicht erhalten). Im Jahr 1840 wurde sie in die Große Wollweberstraße 55 (ulica Tkacka, das Gebäude besteht ebenfalls nicht mehr) und Ostern 1857 in die Mönchenstraße 32–33 (ulica Grodzka 7) verlegt.
Neben dem Gebäude in der Elisabethstraße 27 residierte die Schule in zwei weiteren Gebäuden: ab 1923 in der Elisabethstraße 52 und ab 1926 in der Passauer Straße 4 (das Gebäude ist nicht erhalten). Das Bauwerk in der Elisabethstraße 27 erlitt die Luftangriffe am 30. September 1941 und in der Nacht vom 5. auf den 6. Januar 1944 und wurde wegen der großen Schäden nicht wiederaufgebaut. An seiner Stelle steht heute ein einfacher Wohnblock.